# Алгоритм поиска компонент сильной связности с двумя стеками
Основанный на поиске путей алгоритм нахождения компонент сильной связности ориентированного графа — это алгоритм, использующий поиск в глубину в комбинации с двумя стеками, один хранит вершины текущей компоненты, а второй хранит текущий путь. Версии этого алгоритма предложили Пёрдом, Манро, Дейкстра, Чериян,  Мелхорн и Габов. Из них версия Дейкстры была первой, работающей за линейное время

## Описание
Алгоритм осуществляет поиск в глубину на данном графе G, поддерживая два стека, S и P (вдобавок к нормальному стеку вызовов для рекурсивных функций).
Стек S содержит все вершины, которые ещё не назначены компоненте сильной связности в порядке, в котором поиск в глубину достигает вершины.
Стек P содержит вершины, для которых ещё не определено, какой компоненте связности вершина принадлежит. Алгоритм также использует счётчик C достигнутых вершин, который используется для вычисления предпорядка вершин.
Когда поиск в глубину достигает вершину v, алгоритм осуществляет следующие шаги:
1. Номер предпорядка вершины v устанавливается в C, а затем C увеличивается.
2. Вершина v помещается в S и в P.
3. Для каждой дуги из v в соседнюю вершину w:
  - Если номер предпорядка вершины w ещё не назначен, рекурсивно просматриваем w;
  - В противном случае, если вершина w ещё не назначена компоненте сильной связности:
    - Последовательно выталкиваем вершины из P, пока элемент на вершине стека P не будет иметь номер предпорядка, меньший либо равный номера предпорядка вершины w.
4. Если вершина v находится на вершине стека P:
  - Выталкиваем вершины из S, пока не будет вытолкнута вершина v, и назначаем вытолкнутые вершины новой компоненте.
  - Выталкиваем v из P.

Алгоритм состоит из цикла по вершинам графа, вызывая рекурсивный поиск на каждой вершине, которой не назначен номер предпорядка.

## Связанные алгоритмы
Подобно описанному алгоритму, алгоритм Тарьяна поиска компонент сильной связности также использует поиск в глубину вместе со стеком для хранения вершин, которые ещё не назначены какой-либо компоненте сильной связности, и алгоритм переносит эти вершины в новую компоненту, когда алгоритм кончает расширять последнюю вершину компоненты. Однако вместо стека P алгоритм Тарьяна использует индексированный вершинами массив чисел предпорядка, назначенных в порядке посещения вершин при поиске в глубину. Массив предпорядков используется для отслеживания, когда следует образовать новую компоненту.